# Friedrich Nowottny

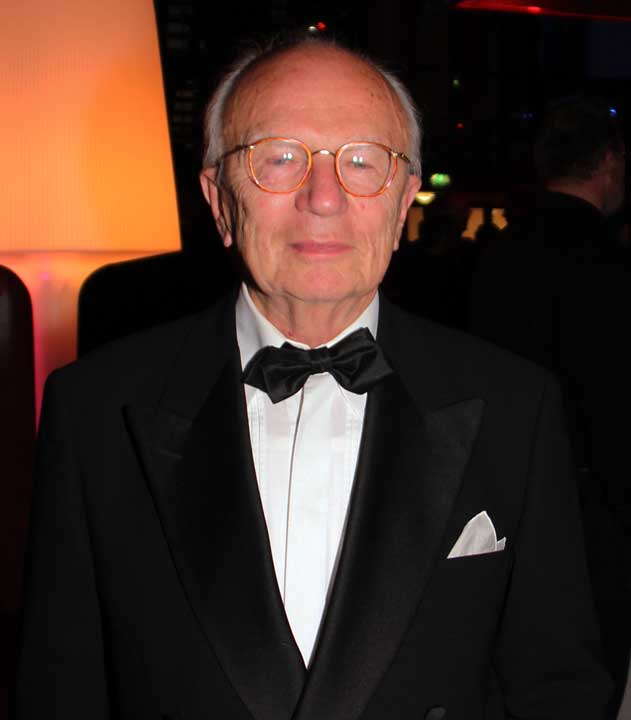
Friedrich Nowottny beim Deutschen Fernsehpreis 2012

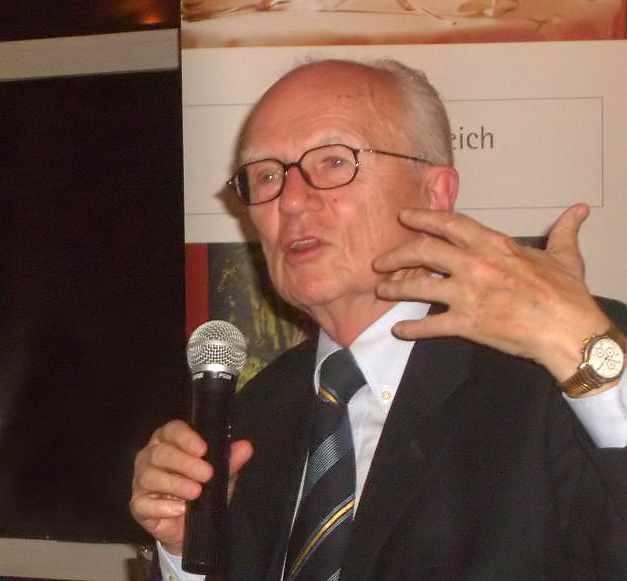
Friedrich Nowottny (2008)

Friedrich Nowottny (* 16. Mai 1929 in Hindenburg, Oberschlesien) ist ein ehemaliger deutscher Journalist und Kolumnist. Er war von Juni 1985 bis Juni 1995 Intendant des Westdeutschen Rundfunks Köln (WDR). 1991 und 1992 war er turnusgemäß ARD-Vorsitzender.

## Leben
Nowottny wurde nach seiner Zeit in der Hitlerjugend als junger Offiziersbewerber kurz vor Ostern 1945 mit seinem bis dahin freigestellten Vater in dieselbe Volkssturmeinheit eingezogen. Sein Vater erreichte es, dass Friedrich ins Sudetenland verlegt wurde. Er selbst musste an die Ostfront und fiel im April 1945. Trotz Einschluss der Einheit in einem Kessel konnte Nowottny sich durch das Protektorat Böhmen und Mähren nach Bayern durchschlagen. Dort wurde er von der Feldpolizei aufgegriffen und nach Braunau am Inn geschafft, wo er in einer weiteren Volkssturmeinheit landete. Am 2. Mai besetzten US-Truppen Braunau und nahmen Nowottny gefangen. Er wurde Dolmetscher beim Stadtkommandanten von Braunau am Inn und fand seine Mutter und seine Schwester wieder.
Die Familie zog im Oktober 1945 nach Bielefeld und erfuhr 1946 vom Tod des Vaters.
Nowottny arbeitete nach seinem Schulabschluss von 1946 bis 1948 bei der britischen Besatzungsmacht in Bielefeld als Dienstverpflichteter in einem Pionierdepot und bei der Post als Fremdsprachendolmetscher mit Prüfung. Er begann seine journalistische Karriere 1948 als freier Mitarbeiter und Lokalreporter bei der Tageszeitung Freie Presse in Bielefeld.
Bevor er 1953 ein Volontariat bei dieser Zeitung begann, war er in der Hauptverwaltung der Deutschen Eisenbahn-Versicherungskasse in Bielefeld beschäftigt. Er wurde nach dem Abschluss des Volontariats als Redakteur übernommen und 1959 Ressortleiter.
Nowottny wechselte 1962 zum Saarländischen Rundfunk und wurde Leiter der Abteilung des Fernsehens für Wirtschaft und Soziales. Die Fernsehsendung „Der Markt – Wirtschaft für jedermann“ machte ihn beim Fernsehpublikum bekannt. 1965 wurde er stellvertretender Chefredakteur.
Am 1. April 1967 wechselte Nowottny als stellvertretender Studioleiter zum WDR in das Büro Bonn des WDR, das er ab dem 1. Februar 1973 leitete. Für die ARD moderierte er bis zum 7. Juni 1985 insgesamt 571 mal die Sendung Bericht aus Bonn, die unter ihm zur Institution wurde. Außerdem war er Kommentator und Chefkorrespondent der ARD. Wegen seiner ironischen Berichterstattung und Schlagfertigkeit vor allem in Interviews mit Politikern gehörte er zu den beliebtesten Fernsehjournalisten und verhalf dem Politjournalismus zu höherer Popularität. Als legendär gilt ein Interview mit Bundeskanzler Willy Brandt vom 6. Juli 1971, das teilweise aus langen Fragen und kurzen Ja-/Nein-Antworten bestand (Brandt war im Vorfeld gebeten worden, sich möglichst kurz zu fassen). Berühmt wurde auch der häufig benutzte Einleitungssatz „Wissen Sie, Herr Nowottny...“ von Karl Schiller, Bundeswirtschaftsminister, bei Antworten auf Interviewfragen. Auch in Erinnerung bleibt seine Verabschiedung am Ende der Sendung: „Auf Wiedersehen, das Wetter“. Ebenso gilt er als Verantwortlicher dafür, dass Herbert Wehner wieder mit den Journalisten der ARD redete, nachdem Wehner sich über Ernst Dieter Lueg geärgert hatte und nicht mehr mit der ARD reden wollte.

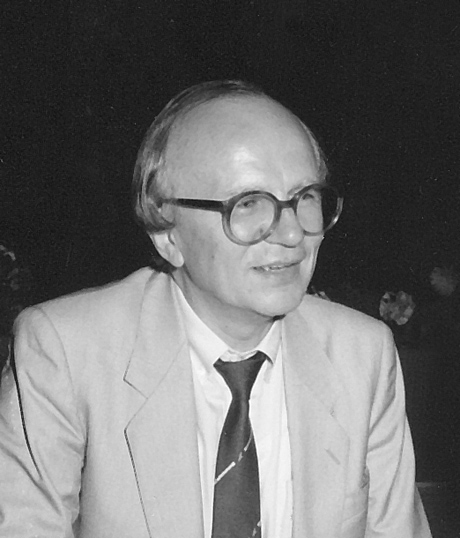
Friedrich Nowottny (1985)

Nowottny lehnte 1985 Helmut Kohls Angebot Regierungssprecher zu werden ab.
Am 14. Juni 1985 wurde Nowottny WDR-Intendant. Als einer der größten Erfolge seiner Tätigkeit als Intendant gilt die Einführung des WDR-Vollprogramms im Jahre 1994. In seine Amtszeit fielen auch der Start der Weekly Soap „Lindenstraße“, die Einführung des ARD-Frühstücksfernsehens und der Radioprogramme Eins Live sowie WDR Radio 5. 1991 und 1992 war Nowottny ARD-Vorsitzender. In seiner Amtszeit managte er die Aufnahme der ostdeutschen Rundfunkanstalten in die ARD sowie die Fusion von Deutschlandfunk und RIAS Berlin zum DeutschlandRadio.
Nowottny ging am 30. Juni 1995 in den Ruhestand; Fritz Pleitgen wurde neuer WDR-Intendant.
Er war später z. B. als Kommentator der Bundestagswahl 2002 für RTL aktuell und der Bundestagswahl 2005 für Phoenix tätig. 2007 gab er sein Debüt als Talkshow-Moderator, als er eine Schwangerschaftsvertretung für Sandra Maischberger übernahm.
Er arbeitete damals auch als freier Journalist, hielt Vorträge, schrieb für eine Zeitungskolumne im Kölner Express und kommentierte regelmäßig das politische Geschehen im Nordwestradio.
Nowottny ist seit 1956 mit seiner Frau Gisela (geb. Gück) verheiratet. Sie haben zwei Töchter. Das Ehepaar wohnt – nachdem es fast 50 Jahre in Buschhoven gelebt hatte – in der Bonner Südstadt nahe des Poppelsdorfer Schlosses.

## Gesellschaftliches Engagement
- Seit 2010 ist er Pate des Kinderhospizes Bethel für unheilbar erkrankte Kinder[13]

## Trivia
- Friedrich Nowottny hatte 1972 zusammen mit Ernst Dieter Lueg einen Cameo-Auftritt als er selbst in der Tatortfolge 20, Kressin und der Mann mit dem gelben Koffer.[14]
- In der Folge Silvesterpunsch der Fernsehserie Ein Herz und eine Seele wurde er 1973 von der Hauptfigur Alfred Tetzlaff mit dem Namen Podgorny sowie als „Leihgabe vom Kalmücken-Fernsehen“ und von seinem Schwiegersohn Michael als „Grinsrübe“ bezeichnet.
- In einer Verfilmung des Bestsellers „Die Antwort kennt nur der Wind“ (1974) von Johannes Mario Simmel verkörperte Friedrich Nowottny ebenfalls einen Fernsehjournalisten.
- Im November 1995 nahm er an der Werbekampagne »Dahinter steckt immer ein kluger Kopf« der Frankfurter Allgemeinen Zeitung teil.
- Friedrich Nowottny wurde mehrmals in Hurra Deutschland und auch von Dieter Hildebrandt in der Komödie Is was, Kanzler? parodiert.

## Auszeichnungen
- 1973: Goldene Kamera in der Kategorie Politischer Journalist u. Kommentator
- 1976: Bambi
- 1976: Pfeifenraucher des Jahres
- 1979: Bundesverdienstkreuz am Bande
- 1980: Goldener Gong für seine Moderation bei der Bundestagswahl 1980
- 1982: Jakob-Kaiser-Preis
- 1983: Goldene Kamera in der Kategorie Bester Politik-Moderator
- 1984: Orden wider den tierischen Ernst des Aachener Karnevalvereins
- 1985: Goldener Gong für seine 571. Moderation von Bericht aus Bonn
- 1986: Goldenes Schlitzohr
- 1986: Großes Bundesverdienstkreuz
- 1986: Verdienstorden des Landes Nordrhein-Westfalen[15]
- 2005: Steiger Award
- 2006: Goldener Prometheus für sein Lebenswerk
- 2006: Deutscher Fernsehpreis Ehrenpreis der Stifter[8]

## Schriften
- Information und Verantwortung. Gespräche, Reden, Schriften 1985–1995. Temmen, Bremen 1995, ISBN 3-86108-270-5.